# Esparragalejo
Esparragalejo (extremadurai nyelven Esparragaleju) település Spanyolországban, Badajoz tartományban. Esparragalejo La Garrovilla és Mérida községekkel határos. Lakosainak száma 1494 fő (2024).

## Népesség
A település népessége az utóbbi években az alábbiak szerint változott:
| Lakosok száma | 1524 | 1521 | 1527 | 1580 | 1553 | 1498 | 1488 | 1462 | 1474 | 1494 |
|               | 2001 | 2004 | 2006 | 2009 | 2011 | 2014 | 2016 | 2019 | 2021 | 2024 |